# 金浦國際機場
金浦國際機場（：／ Gimpo Gukje Gonghang */?）是一座位於韓國首爾江西區的國際機場，和仁川国际机场并列为首都首尔联外的两大机场。座落於首尔漢江南岸。
在金浦機場仍是首爾唯一的國際機場時，共有三個航廈，分別是一個國內線航廈及兩個國際線航廈。後來國內線航廈在2003年拆除，並改建為商場；一號航廈於2002年改為國內線航廈。二號航廈維持服務國際線，包含台灣、東南亞、中國大陸、日本等航班。
機場每日上午6時至下午23時運作。

## 航空公司與航點

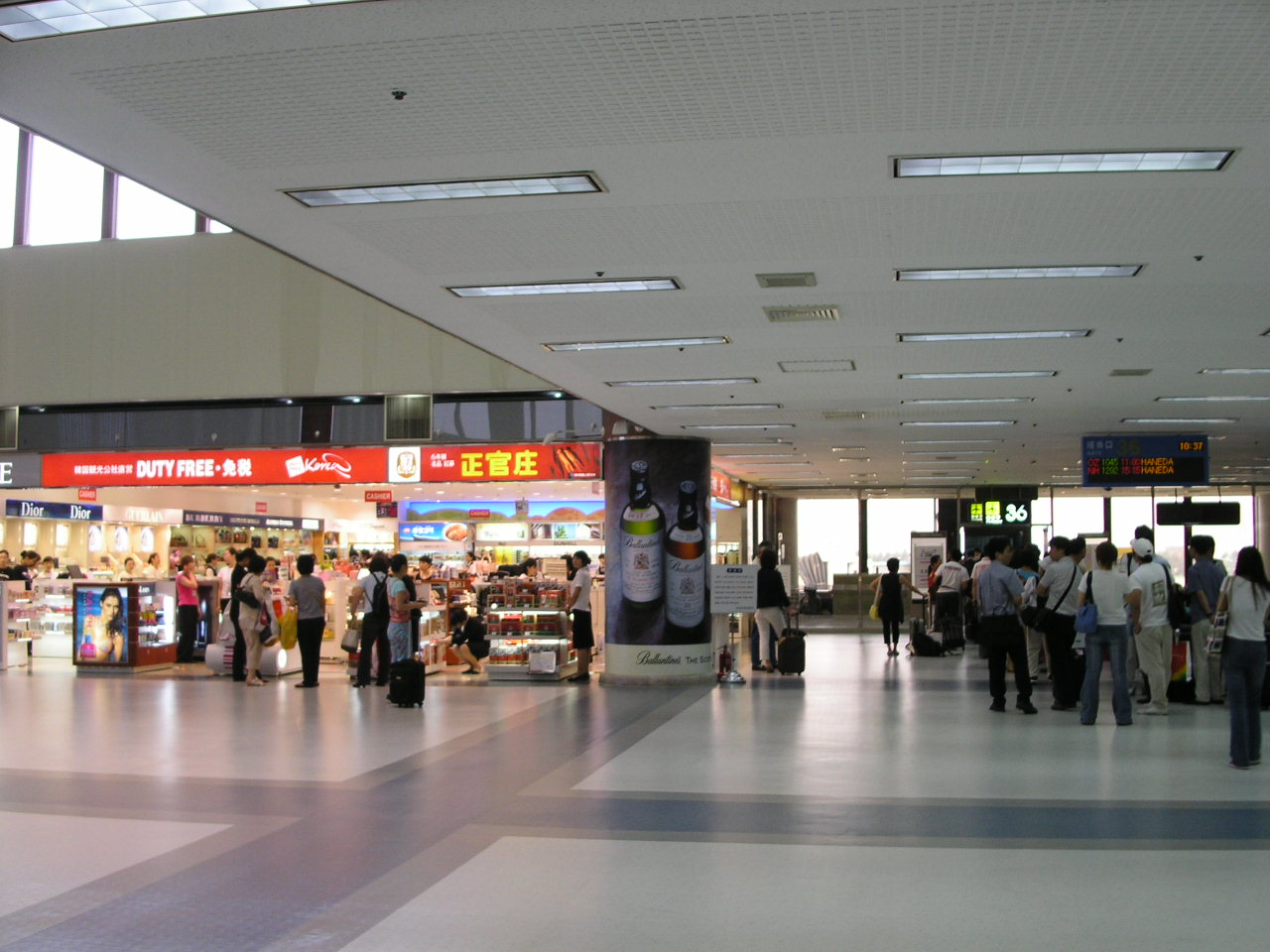
國際線出境大廳

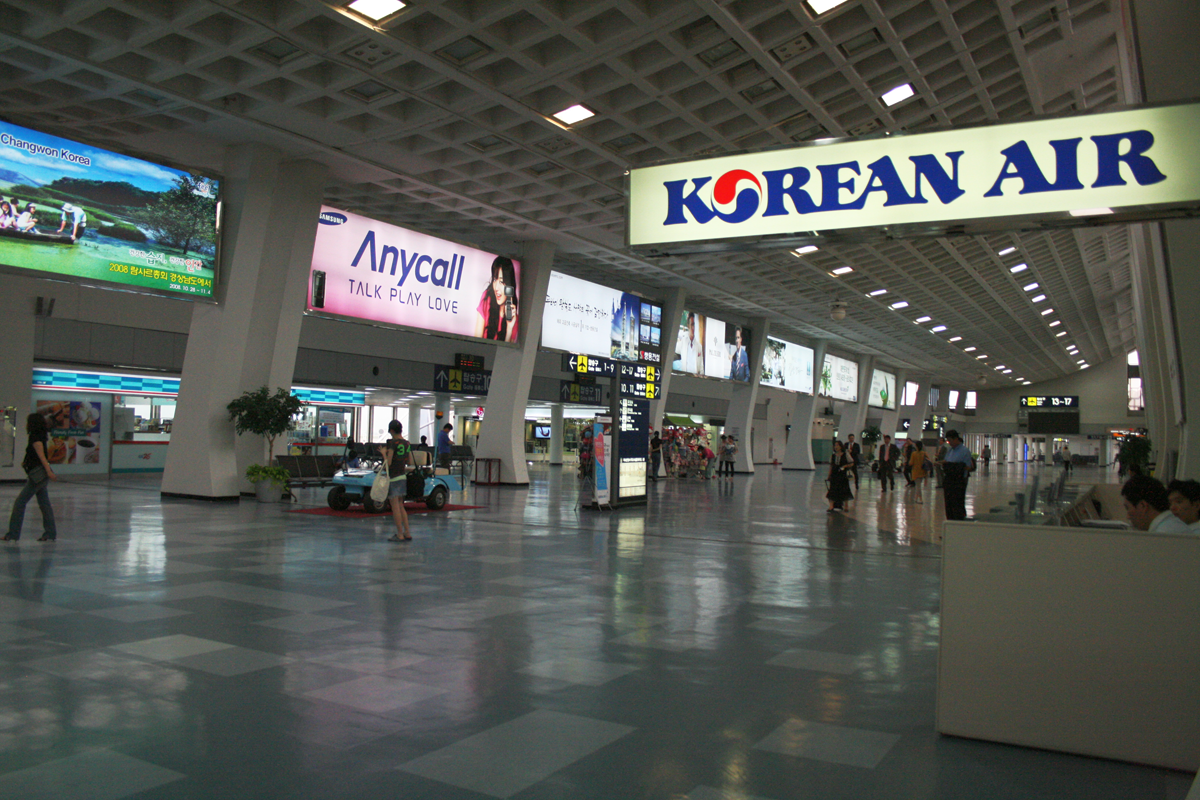
國內線出發大廳

### 國內航線
| 航空公司         | 目的地                                   |
| ---------------- | ---------------------------------------- |
| 大韓航空（KE）   | 釜山、濟州、蔚山                         |
| 韓亞航空（OZ）   | 濟州、光州、麗水                         |
| 真航空（LJ）     | 釜山、濟州、大邱、光州、麗水、蔚山、浦項 |
| 嗨航空（4H）     | 濟州、蔚山、晉州、務安、襄陽             |
| 濟州航空（7C）   | 釜山、濟州、光州、麗水                   |
| 釜山航空（BX）   | 釜山、濟州                               |
| 德威航空（TW）   | 釜山、濟州                               |
| 易斯達航空（ZE） | 濟州                                     |
| 首爾航空（RS）   | 濟州                                     |

### 國際航線
| 航空公司           | 目的地                                     |
| ------------------ | ------------------------------------------ |
| 大韓航空（KE）     | 東京/羽田、大阪/關西、北京/首都、上海/虹橋 |
| 韓亞航空（OZ）     | 東京/羽田、大阪/關西、北京/首都、上海/虹橋 |
| 濟州航空（7C）     | 大阪/關西、高雄                            |
| 德威航空（TW）     | 台北/松山 、高雄                           |
| 易斯達航空（ZE）   | 台北/松山                                  |
| 日本航空（JL）     | 東京/羽田                                  |
| 全日空（NH）       | 東京/羽田                                  |
| 樂桃航空（MM）     | 大阪/關西、名古屋/中部                     |
| 中國國際航空（CA） | 北京/首都                                  |
| 中國東方航空（MU） | 上海/虹橋                                  |
| 中國南方航空（CZ） | 北京/大兴                                  |
| 上海航空（FM）     | 上海/虹橋                                  |
| 中華航空（CI）     | 臺北/松山、高雄                            |
| 長榮航空（BR）     | 臺北/松山                                  |
| 台灣虎航（IT）     | 高雄                                       |

### 貨運
| 航空公司         | 目的地                                                       |
| ---------------- | ------------------------------------------------------------ |
| 大韓航空貨運     | 釜山、濟州、清州、東京/羽田、大阪/關西、北京/首都、上海/虹橋 |
| 韓亞航空貨運     | 釜山、濟州、東京/羽田、大阪/關西、北京/首都、上海/虹橋       |
| 中國國際航空貨運 | 北京/首都                                                    |
| 中國南方航空貨運 | 北京/首都                                                    |
| 中國貨運航空     | 上海/虹橋                                                    |
| 中華航空貨運     | 臺北/松山                                                    |
| 長榮航空貨運     | 臺北/松山                                                    |
| 全日空貨運       | 東京/羽田                                                    |

## 對外交通
地鐵
- 金浦机场站（●首都圈電鐵5號線、●首爾地鐵9號線、●仁川國際機場鐵道和●金浦都市鐵道）

## 外部連結
- 金浦國際機場  （页面存档备份，存于）（英文）（日語）（简体中文）
- 韓國觀光公社金浦機場介紹 （页面存档备份，存于）（繁體中文）